# Ptychoglossus myersi
Ptychoglossus myersi là một loài thằn lằn trong họ Gymnophthalmidae. Loài này được Harris miêu tả khoa học đầu tiên năm 1994.